# Ilija Lončarević
Ilija Lončarević (ur. 8 października 1944 w Čajkovci) – chorwacki trener piłkarski.

## Kariera trenerska
Pierwszym klubem w trenerskiej karierze Lončarevicia był NK Zagrzeb, w którym pracował w latach 1987–1988. Następnie w 1990 roku został trenerem Inkeru Zaprešić, z którym w 1992 roku zdobył Puchar Chorwacji. W kolejnych latach prowadził takie zespoły jak: Marsonia Slavonski Brod, ponownie NK Zagrzeb, NK Slaven Belupo, Orijent Rijeka i Hrvatski Dragovoljac Zagrzeb. W 1999 roku objął Croatię Zagrzeb i wywalczył z nią mistrzostwo Chorwacji. W 2000 roku był trenerem NK Čakovec, a w latach 2001–2002 znów prowadził Dinamo.
W 2003 roku Lončarević został selekcjonerem reprezentacji Libii. W latach 2004–2005 znów prowadził Dinamo, a w 2006 roku Libię w Pucharze Narodów Afryki 2006. W latach 2006–2009 był trenerem NK Osijek, a od połowy 2009 roku prowadzi SK Tirana.